# Leptodoryctes barbalhoae
Leptodoryctes barbalhoae är en stekelart som beskrevs av Braet och Van Achterberg 2001. Leptodoryctes barbalhoae ingår i släktet Leptodoryctes och familjen bracksteklar. Inga underarter finns listade i Catalogue of Life.